# Tige (crête)
Pour les articles homonymes, voir Tige.
En géomorphologie, un tige est une ligne de points hauts d'un relief séparant deux versants opposés.  
Ce terme est appliqué à la région naturelle belge du Condroz à l'opposé d'une chavée qui est une dépression.
Les tiges et les chavées (condrusiens) sont presque toujours orientés du sud-ouest vers le nord-est, en parallèle avec la vallée de la Meuse qui marque la limite nord du Condroz.